# Susan Mathies
Susan Mathies (ur. 22 stycznia 1977) – niemiecka lekkoatletka, która specjalizowała się w rzucie oszczepem.
Największym sukcesem zawodniczki było wywalczenie w 1999 roku złotego medalu podczas młodzieżowych mistrzostw Europy w Göteborgu. Rekord życiowy: 57,64 (4 lipca 1999, Erfurt).